# Karin Kienhuis
Karin Josephina Maria Kienhuis (Almelo, 24 februari 1971) is een  voormalig judoka uit Nederland, die tweemaal haar vaderland vertegenwoordigde bij de Olympische Spelen: 1996 en 2000. Bij dat laatste toernooi verloor ze in de eerste ronde van de Belgische Heidi Rakels. Kienhuis, lid van G.S.B.V. De Mattekloppers, won vier medailles bij de Europese kampioenschappen gedurende haar carrière.
Kienhuis, zesvoudig Nederlands judokampioene, streek in 1989 neer in Groningen, waar ze ging studeren aan de Academie voor Lichamelijke Opvoeding. Nadien schopte ze het op de Rijksuniversiteit Groningen tot doctorandus bewegingswetenschappen. In 2001 beëindigde Kienhuis haar judoloopbaan.

## Erelijst

### Europese kampioenschappen
- 1993 – Athene, Griekenland (– 72 kg)
- 1996 – Den Haag, Nederland (– 72 kg)
- 1997 – Oostende, België (– 72 kg)
- 1998 – Oviedo, Spanje (– 70 kg)